# Julius Arnold
Julius Arnold, född 19 augusti 1835 i Zürich, Schweiz och död 3 februari 1915 i Heidelberg, Tyskland, var en tysk patologisk anatom, som 1870 blev professor i allmän patologi och patologisk anatomi i Heidelberg. Han är författare till en rad arbeten i patologi.

## Biografi
Arnold var son till Friedrich Arnold och studerade medicin vid Karlsuniversitetet i Prag, Wiens universitet, Friedrich-Wilhelms-Universität i Berlin och Ruprecht-Karls-Universität Heidelberg. Där disputerade han 1860 till medicine doktor och genomgick habilitation 1863. Från 1866 var han docent i patologisk anatomi vid Ruprecht-Karls-Universitetet och var från 1870 och fram till sin pensionering 1907 professor där och föreståndare för institutionen för patologi vid universitetet. Arnolds speciella arbetsområden var skottskadors patologi, cellens tekniska uppbyggnad och ögats utvecklingshistoria. 
Arnold lades efter sin död 1915 till vila i Bergfriedhof (Heidelberg) i familjegraven där hans far, anatomen och fysiologen Friedrich Arnold, också vilar.